# A/UX
A/UX és un sistema operatiu basat en Unix d'Apple Computer per a ordinadors Macintosh, integrat amb la interfície gràfica del System 7 i la compatibilitat d'aplicacions. És el primer sistema operatiu oficial d'Apple basat en Unix, llançat el 1988 i interromput el 1995 amb la versió 3.1.1. A/UX requereix determinats models de Macintosh basats en 68k amb una FPU i una unitat de gestió de memòria paginada (PMMU), incloses les sèries Macintosh II, SE/30, Quadra i Centris.

Descrit per InfoWorld com "una solució de sistemes oberts amb el Macintosh al cor", A/UX es basa en UNIX System V Release 2.2, amb característiques de System V Releases 3 i 4 i les versions 4.2 i 4.3 de BSD. És compatible amb POSIX i System V Interface Definition (SVID) i inclou xarxes TCP/IP des de la versió 2. Tenir un sistema operatiu compatible amb Unix i compatible amb POSIX va permetre a Apple licitar grans contractes per subministrar ordinadors als instituts del govern federal dels EUA.

## Característiques
A/UX proporciona una interfície d'usuari gràfica que inclou les finestres, menús i controls familiars del Finder. L'A/UX Finder és una versió personalitzada del System 7 Finder, adaptada per executar-se com a procés Unix i dissenyada per interactuar amb els sistemes de fitxers Unix subjacents. A/UX inclou el programa de terminal CommandShell, que ofereix una interfície de línia d'ordres al sistema Unix subjacent. També es pot utilitzar una aplicació de servidor X Window System (anomenada MacX) amb un programa de terminal per connectar amb el sistema i executar aplicacions X juntament amb el Finder. Alternativament, l'usuari pot optar per executar una sessió X11R4 a pantalla completa sense el Finder.
La capa de compatibilitat d'Apple permet a A/UX executar Macintosh System 7.0.1, Unix i aplicacions híbrides. Una aplicació híbrida utilitza funcions tant de la caixa d'eines de Macintosh com del sistema Unix. Per exemple, pot executar una aplicació Macintosh que crida a funcions del sistema Unix, o una aplicació Unix que crida a funcions de Macintosh Toolbox (com QuickDraw), o una interfície gràfica de pila d'HyperCard per a una aplicació Unix de línia d'ordres. La capa de compatibilitat d'A/UX utilitza algunes funcions de Toolbox existents a la ROM de l'ordinador, mentre que altres trucades de funció es tradueixen a trucades natives del sistema Unix; i fa múltiples tasques cooperatives de totes les aplicacions de Macintosh en un únic espai d'adreces mitjançant un sistema de pas de testimonis per accedir a la Caixa d'eines.
A/UX inclou una utilitat anomenada Commando (similar a una eina del mateix nom inclosa amb Macintosh Programmer's Workshop) per ajudar els usuaris a introduir ordres Unix. L'obertura d'un fitxer executable d'Unix des del Finder obre un quadre de diàleg que permet a l'usuari escollir opcions de línia d'ordres per al programa mitjançant controls estàndard, com ara botons d'opció i caselles de verificació, i mostrar l'argument de línia d'ordres resultant per a l'usuari abans d'executar l'ordre. o programa. Aquesta característica pretén facilitar la corba d'aprenentatge dels usuaris nous a Unix i disminuir la confiança de l'usuari en el manual d'Unix. A/UX té una utilitat que permet a l'usuari reformatar les unitats SCSI de tercers de manera que es puguin utilitzar en altres Mac d'aquella època.
A/UX requereix Macintoshs basats en 68k amb una unitat de punt flotant (FPU) i una unitat de gestió de memòria paginada (PMMU), i models seleccionats. Per exemple, el Quadra 840AV, el Macintosh de 68k més ràpid, no pot executar A/UX.